# Peter L. Shelton
Peter L. Shelton (26 de marzo de 1945 - 26 de agosto de 2012) fue un arquitecto y diseñador de interiores Fundador de Shelton, Mindel & Associates de Nueva York.
Shelton se graduó en la Universidad de Pensilvania en 1968 e hizo un máster en arquitectura en el Instituto Pratt en 1975.
Estudió en la Universidad de Pensilvania (1968) y el Instituto Pratt (1975). 
Shelton trabajó en las oficinas de Edward Durrell Stone & Associates y Emery Roth & Sons antes de fundar Shelton, Mindel & Associates con Lee F. Mindel en 1978 empresa reconocida por diseñar varias sedes de Ralph Lauren.
Shelton ganó dieciséis premios del American Institute of Architects y tres premios de diseño. Fue admitido en el Salón de la Fama de la International Interior Design Association en 1996.